# Hieracium arctocerinthe
Hieracium arctocerinthe es una especie de planta con flor del género Hieracium, de la familia Asteraceae, orden Asterales.

## Distribución
Hieracium arctocerinthe se distribuye por Islandia y Noruega.

## Taxonomía
Fue descrita científicamente por Dahlst. ex Jonsson. Fue publicada en Bot. Tidsskr. 20: 356 (1896).